# Joateca
Joateca es un distrito del municipio de Morazán Norte, departamento de Morazán, El Salvador. De acuerdo al censo oficial de 2024, tiene una población de 3.831 habitantes.

## Historia
La población de este lugar es de origen Lenca. En 1890 fue erigido como pueblo.
Un informe del gobernador del departamento de Morazán Bernardino Larios hecho en el 18 de abril de 1891 describió que por motivo de la revolución y lo exhausto de sus rentas, no había podido hacer más que una casita para su cabildo, que era el único edificio que existía en el lugar señalado para el asiento del pueblo.
Perdió el título de pueblo en 1893, pero que fue recuperado el año siguiente. En un inicio perteneció al distrito de El Rosario, y posteriormente pasó a formar parte del distrito de Jocoaitique.

## Información general
El distrito cubre un área de 66,11 km² y la cabecera tiene una altitud de 820 m s. n. m. El topónimo Lenca salvadoreño Joateca significa «Valle de los Ocotes» o «Valle de las Orejas». Las fiestas patronales se celebran en el mes de junio en honor a San Antonio de Padua. El poblado forma parte de la denominada «Ruta de Paz», recorrido turístico del departamento.